# Umut Meraş
Umut Meraş, né le 20 décembre 1995 à Muş en Turquie, est un footballeur international turc qui évolue au poste d'arrière gauche au Beşiktaş JK.

## Biographie

### Débuts professionnels
Natif de Eminönü en Turquie, Umut Meraş est formé par le club de Boluspor. C'est avec ce club qu'il débute en professionnel, en deuxième division turque.
Le 31 août 2018 il rejoint Bursaspor, qui lui permet de découvrir la Süper Lig, l'élite du football turc, lors de la saison 2018-2019. Il joue son premier match en étant titularisé face à l'Istanbul Başakşehir FK le 21 septembre 2018, en championnat (0-0). Le 6 octobre 2018, il inscrit son premier but, contre le MKE Ankaragücü en championnat, donnant par la même occasion la victoire aux siens (1-0).

### Le Havre
Le 13 août 2019, Umut Meraş rejoint la France, s'engageant avec Le Havre AC pour un contrat courant jusqu'en juin 2023. Il joue son premier match sous ses nouvelles couleurs le 30 août 2019, lors de la sixième journée de la saison 2019-2020 de Ligue 2 face au SM Caen. Il est titulaire lors de cette rencontre que son équipe remporte par trois buts à zéro.

### Beşiktaş JK
En août 2021, Umut Meraş rejoint le Beşiktaş JK pour un contrat de trois ans. Meraş joue son premier match pour Beşiktaş le 24 septembre 2021, lors d'une rencontre de championnat contre l'Altay SK. Il entre en jeu à la place de Gökhan Töre lors de cette rencontre perdue par son équipe (2-1 score final).

### En équipe nationale
Umut Meraş honore sa première sélection avec l'équipe nationale de Turquie le 30 mai 2019, lors d'un match amical face à la Grèce. Il est titulaire ce jour-là et son équipe s'impose par deux buts à un.